# Andrzej Ziemiański
Andrzej Ziemiański (Breslavia, Polonia, 17 de febrero de 1960) es un escritor polaco de ciencia ficción dos veces ganador del premio Janusz A. Zajdel.

## Biografía
Estudió arquitectura en la Universidad Politécnica de Breslavia. Dicta cursos de escritura creativa en el Instituto de Periodismo y Comunicación Social de la Universidad de Breslavia.

## Fahrenheit
En 1997 fundó, con Eugeniusz Dębski, Fahrenheit, la primera revista virtual sobre literatura fantástica en polaco, con la cual colaboró hasta el 2004.

## Obra publicada

### Novela
- Las guerras inventadas (Wojny urojone), 1987.
- Las puertas del pavor (Bramy strachu), 1990.
- La espada de Oriente (Miecz Orientu), 2006.
- Breslau forever, Lublin, Editorial Fabryka Słów, 2008.
- Los soldados del pecado (Żołnierze grzechu), Editorial Bukowy Las, 2010.
- Tras el umbral de la tumba (Za progiem grobu), Editorial Fabryka Słów, 2012.

#### Series noveladas
- El Imperio de Acaya
  - Acaya (Achaja)[1]
    - tomo I, Editorial Fabryka Słów, 2002.
    - tomo II, Editorial Fabryka Słów, 2003.
    - tomo III, Editorial Fabryka Słów, 2004.

  - El monumento de la Emperatriz Acaya (Pomnik Cesarzowej Achai)
    - tomo I, Editorial Fabryka Słów, 2012.[2]
    - tomo II, Editorial Fabryka Słów, 2013.[3]
    - tomo III, Editorial Fabryka Słów, 2014.[4]
    - tomo IV, Editorial Fabryka Słów, 2014.[5]
    - tomo V, Editorial Fabryka Słów, 2016.[6]

  - Virion
    - tomo I, Lublin, Editorial Fabryka Słów, 2017.[7]
    - tomo II, Lublin, Editorial Fabryka Słów, 2018.[8]
    - tomo III, Lublin, Editorial Fabryka Słów, 2019.[9]
    - tomo IV, Editorial Fabryka Słów, 2019[10]

### Relatos reunidos
- Daimonion, Editorial Iskry, 1985. (Contiene los siguientes relatos: Cerca de la frontera, Esperando a los bárbaros, Daimonion, Colorido local, El puerto, Las reglas del juego, Los rostros e Instituto cerrado).
- El olor del vidrio (Zapach szkła), Editorial Fabryka Słów, 2004. (Contiene los siguientes relatos: Autobahn nach Poznań, La bomba de Heisenberg, El olor del vidrio, Las plantaciones de vainilla de Breslavia, La leyenda o tomando vodka en Breslavia en 1999, Relato de hielo y Los tiempos que llegarán).
- Toy Wars, Editorial Fabryka Słów, 2008.
- La trampa de Tesla (Pułapka Tesli), Editorial Fabryka Słów, 2013. (Contiene los siguientes relatos: ¿Y si yo fuera Dios?, Casa polaca, El alimentador, Chicos, todos se van al Infierno y La trampa de Tesla).

### Relato
- ¿Y si yo fuera Dios? (A jeśli to ja jestem Bogiem?), revista Science Fiction N° 10, 2011.
- La trampa de Tesla (Pułapka Tesli), revista Nowa Fantastyka N° 11, 2012.

## Premios y distinciones
- 2001 Premio Sfinks en la categoría "Relato polaco del año" por La bomba de Heisenberg (Bomba Heisenberga).
- 2002 Premio Janusz A. Zajdel de Literatura Fantástica Polaca por el relato Autobahn nach Poznań.
- 2003 Premio Sfinks en la categoría "Relato polaco del año" por La leyenda o  tomando vodka en Breslavia en 1999 (Legenda, czyli pijąc wódkę we Wrocławiu w 1999 roku).
- 2003 Premio Sfinks en la categoría "Novela polaca del año" por Acaya (Achaja).
- 2003 Premio Nautilus en la categoría "La novela del año" por Acaya, tomo 2.
- 2004 Premio Janusz A. Zajdel de Literatura Fantástica Polaca por el relato El olor del vidrio (Zapach szkła).
- 2004 Premio Sfinks en la categoría "Relato polaco del año" por El olor del vidrio.